# Милчина Лика
Ми́лчина Ли́ка (болг. Милчина лъка) — село у Видинській області Болгарії. Входить до складу общини Грамада.

## Населення
За даними перепису населення 2011 року у селі проживала 51 особа, усі — болгари.
Розподіл населення за віком у 2011 році:
Динаміка населення: